# Grotto
Ezequiel Cristiano Grotto (Nova Palma, 22 de fevereiro de 1973), conhecido apenas como Grotto, é um ex-futebolista brasileiro.
Foi destaque do Grêmio na década de 1990 e fez parte do elenco do Botafogo campeão brasileiro em 1995. Jogou também por Bahia, Americano, Inter de Limeira, CRB, Veranópolis e Marília.
No exterior, Grotto jogou no Alianza Lima e no Moreirense de Portugal, onde encerrou a carreira com apenas 30 anos, em 2003.

## Títulos
Grêmio
- Campeonato Gaúcho: 1993
- Copa do Brasil: 1994[2]

Botafogo
- Campeonato Brasileiro: 1995
- Taça Cidade Maravilhosa: 1996
- Taça Guanabara: 1997
- Taça Rio: 1997
- Campeonato Carioca : 1997
- Torneio Rio-São Paulo: 1998

### Outras conquistas
- Troféu Teresa Herrera: 1996
- Copa Nippon Ham: 1996
- III Torneio Presidente da Rússia: 1996